# 韶山6B型电力机车
韶山6B型电力机车（SS6B）是中国铁路使用的电力机车车型之一，是中华人民共和国铁道部为满足陇海铁路电气化需要，继6K型、韶山6型电力机车之后，于1993年利用日元贷款、通过国际招标采购的第三批4800千瓦六轴电力机车。韶山6B型电力机车由株洲电力机车厂、株洲电力机车研究所联合研制，采用了简统化、系列化设计，与韶山4B型电力机车同属系列化车型。

## 发展历史

### 背景
自1984年起，中华人民共和国铁道部利用日本政府对华提供的第二批日元贷款，开展陇海铁路郑州至宝鸡段的复线电气化改造工程。根据中贷款协议要求，贷款项目的设备采购要根据日本海外经济协力基金（OECF）贷款项下的采购指南及贷款协议有关规定进行，在绝大多数情况下要求采用国际竞争性招标方式。中国铁道部为满足陇海铁路电气化的运输需要，先后于1986年、1989年通过国际招标分别采购了6K型、韶山6型电力机车，均为4800千瓦的六轴交流电力机车。
1990年代初，由于当时中国各种国产电力机车车型的通用化、标准化程度较低，机车核心部件包括牵引电动机、主电路、控制系统的标准并没有统一、种类繁多，不但令新车型的标准化设计和生产造成困难，而且使机车运用检修带来麻烦。为此，根据铁道部安排，株洲电力机车厂和株洲电力机车研究所在第八个五年计划期间，实现干线电力机车简统化与标准化的战略目标。1991年末至1992年初，铁道部向株机厂、株机所先后下达了《SS4B型电力机车设计任务书》和《关于开展电力机车简统化、系列化工作及下达SS6B型电力机车设计任务书的通知》，要求研制韶山4B型八轴重载货运电力机车和韶山6B型六轴货运电力机车。
与此同时，中国铁道部于1992年再次委托中国技术进出口总公司，就采购陇海铁路郑宝段电气化铁路的第三批电力机车展开国际招标，向多家世界著名的机车制造公司发出招标书，要求采购30台4800千瓦的六轴交流电力机车。株洲电力机车厂以韶山6B型电力机车参加投标并于1993年3月中标，夺得了电力机车供应合同。

### 研制

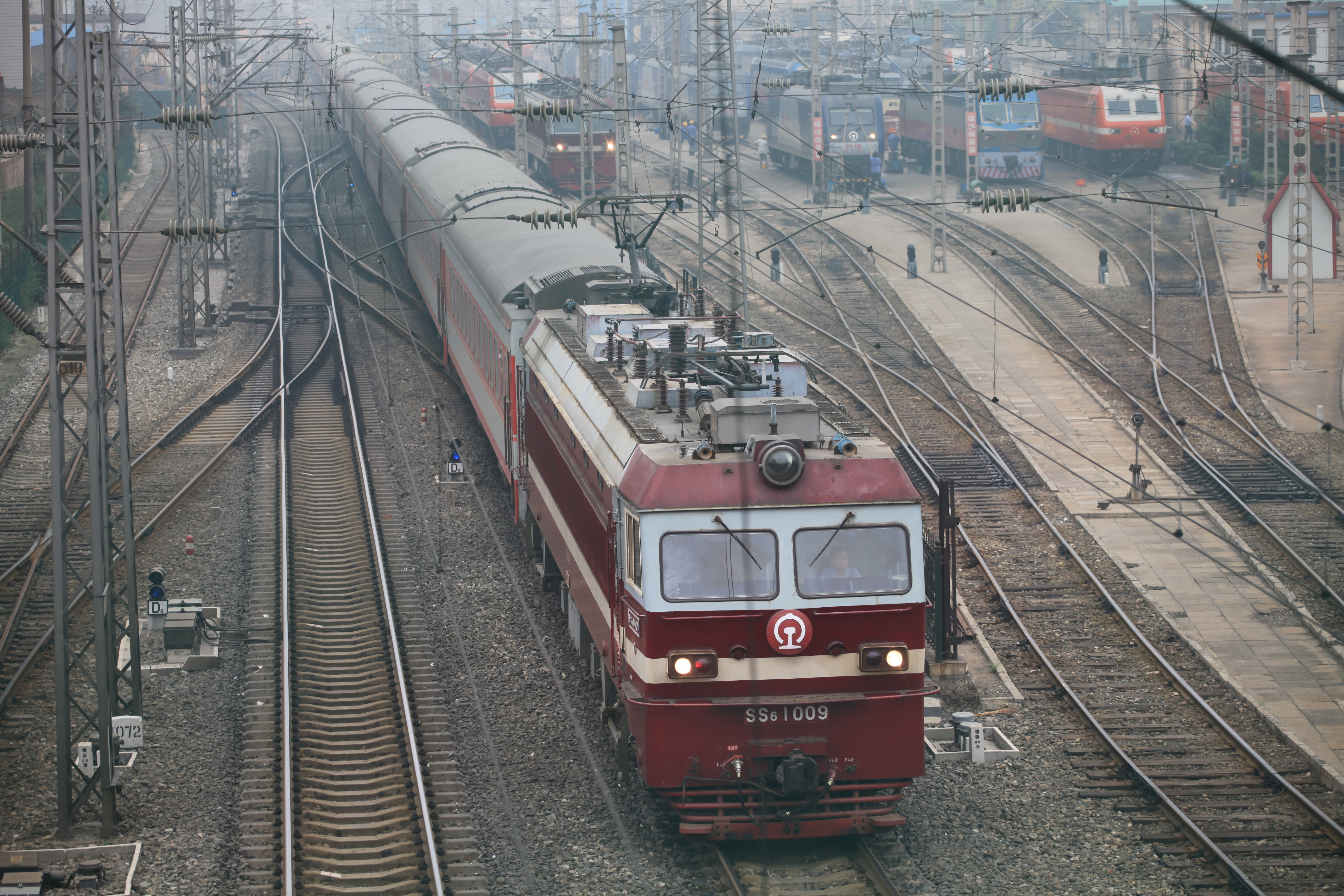
韶山6B型1009号机车牵引列车离开西安站

韶山6B型电力机车以韶山6型、韶山4型机车为技术基础，吸收了进口8K、6K型电力机车的部分先进技术，并贯彻了简统化、标准化、系列化的设计原则。韶山6B型电力机车主电路系统采用了借鉴自6K型机车的三段不等分半控整流桥，取代了韶山6型机车使用的两段半控整流桥；而大顶盖整体承载结构机车车体、电子控制装置、恒流准恒速限压特性控制等方面均参照8K型机车，与韶山4改进型电力机车相同。由于韶山6B型、韶山4B型电力机车均按照简统化原则设计，因此两者电气系统也基本相同。
株洲电力机车厂于1992年9月完成了韶山6B型电力机车的技术设计，同月通过了部级设计审查。1994年12月，第一台机车完成试制（1001），随即投入小批量生产；至1995年6月，首批30台韶山6B型电力机车全部交付使用，配属郑州铁路局西安铁路分局宝鸡电力机务段进行运用考核和牵引试验；韶山6B型机车早期曾投入陇海铁路运用，但由于当时宝成铁路的6Y2型、6G型电力机车陆续被淘汰，韶山6B型机车于1995年3月开始投入宝成铁路宝鸡至广元段运行。运用实践证明，韶山6B型机车具有牵引力较大、恒功速度范围宽、粘着利用好等特点，相当适合用于曲线半径小、起伏坡道多的宝成铁路宝广区段。
1997年12月至1998年6月，铁道部质检中心选取了韶山6B型1024号机车，于铁道部科学研究院北京环行铁道进行了整车型式试验，包括机车称重、制动性能试验、动力学性能试验、受电弓特性试验、功率因数和谐波、牵引性能试验，各项指标均达到了技术条件和合同规定要求。2000年，韶山6B型机车通过铁道部科技成果鉴定。
完成技术鉴定试验后，韶山6B型电力机车开始投入批量生产，同时株洲电力机车厂按铁道部安排，将机车设计图纸转交大同机车厂共同生产，首台由大同厂生产的韶山6B型电力机车于2000年3月出厂。截至2002年停产，株洲厂累计生产了148台（1001～1148），大同厂累计生产了53台（6001～6053）。

## 技术特点

### 总体布置

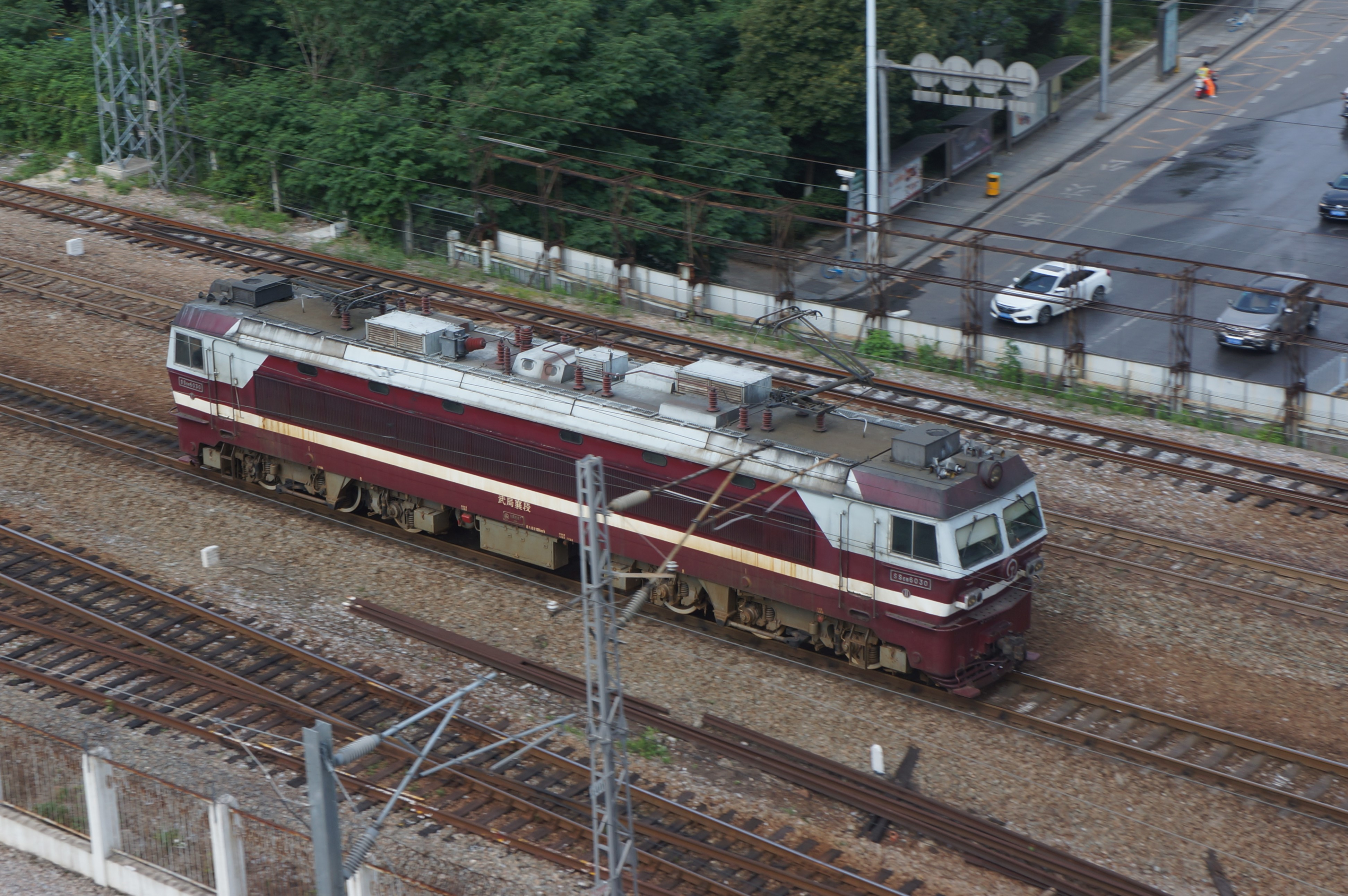
一台武局襄段的韶山6B型6030号机车于长沙东站

韶山6B型电力机车是六轴干线客货运通用电力机车，沿用中国“韶山”系列国产电力机车传统布局特点。机车采用双边内走廊，设两端司机室；主要电器设备以机车最重设备主变压器为中央，其他设备分平面斜对称布置为主，有利于重量平衡；车顶两端各装一台单臂式受电弓；车顶中部装一台主断路器。车体结构与韶山4改进型机车基本相同，采用大顶盖及压型受力梁整体承载结构，实现机车预布线、预布管的组装工艺；通风系统采用车体通风方式，侧墙竖式百叶窗是车内设备通风冷却的进风窗口，经过通风支路向牵引电动机、整流装置、变压器、制动电阻等设备冷却。机车最大速度100公里/小时，轴式Co-Co，持续功率为4800千瓦，设有重联装置。

### 机车主电路
韶山6B型电力机车是交—直流电传动的单相工频交流电力机车。接触网导线上的25千伏工频单相交流电电流，经受电弓进入机车后经过主断路器再进入主变压器，交流电从主变压器的牵引绕组经过晶闸管整流后，向六台分两组并联的牵引电动机集中供应直流电，使牵引电动机产生转矩，将电能转变为机械能，经过齿轮的传递驱动轮对。
韶山6B型电力机车主电路借鉴了6K型电力机车，采用由大功率晶闸管和二极管组成的三段不等分半控整流桥调压电路；每台机车设有两个整流机组，分别向每个转向架的三台电机并联供电，有利于充分发挥粘着、防止发生空转。韶山6B型电力机车仍然沿用韶山6型机车的三级磁场削弱控制，运行速度达到50公里/小时以上可对牵引电动机实行三级磁场削弱和电机超压控制，提高机车恒功速度范围，其恒功速度区为50～83公里/小时。为了提高相控电力机车的功率因数，机车主电路并设有四组功率因数补偿装置，通过在主电路中投入或切除电容器来提高机车的功率因数，机车在50～100%功率范围内功率因数均可大于0.9，以提高电气化铁路的总效率、减少对无线通信的干扰。

### 转向架

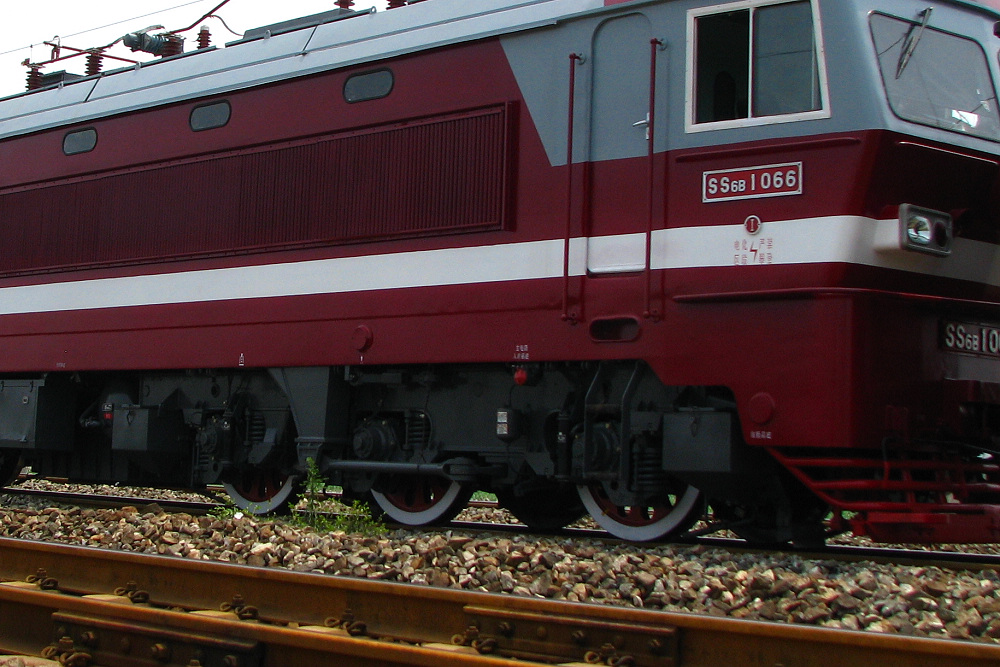
韶山6B型电力机车转向架

机车走行部为两台三轴转向架，其结构与韶山3型4000系电力机车的转向架基本相同，一系悬挂采用轴箱螺旋钢弹簧与弹性定位拉杆悬挂结构，二系悬挂采用橡胶堆全旁承承载；牵引力和制动力通过平行拉杆牵引装置传递，取代了韶山6型机车的中心销牵引装置，将牵引点高度由距轨面750毫米降至430毫米，减少转向架的轴重转移，有效提高机车最大粘着率的发挥。基础制动采用单元制动器，装用DK-1型电空制动机。
首批30台韶山6B型机车装用HS14263-02R型脉流牵引电动机，由株洲电力机车厂与日本日立製作所山手工場联合设计制造，而以后生产的韶山6B型机车装用国产化的ZD114型牵引电机，由永济电机生产。该型牵引电机采用带有补偿绕组、六极串励、中电压、半叠片铸钢机座结构，持续功率800千瓦，额定电压为1020伏，其电枢、定子均采用C级（200℃）绝缘和一体化真空浸漆处理，取代了韶山6型机车的HS14263-01R型高电压四极串励牵引电动机。牵引电机采用滚动轴承抱轴式悬挂、单边直齿刚性齿轮传动。

### 控制系统
韶山6B型电力机车的控制技术采用了标准化和模块化的电子控制系统，与韶山4改进型机车一致。控制方式为恒流准恒速限压特性控制，使机车具有无级加速特性，并设有空电联合制动控制、防空转防滑行控制、功率因数补偿控制、轴重转移电气补偿等功能。

## 重大事故
2002年1月3日晚上7时46分，郑州铁路局武昌南机务段（今武汉铁路局武昌南机务段）的韶山6B型1088号机车，牵引25067次货物列车运行至京广线岳阳北站3道时，机后第32位敞车（C64A 4540068）前台车第2轮对及后台车轮对脱轨，33位敞车（C64 4836028）全部脱轨，至1月4日上午11时45分全部起复。造成货车中破1辆、小破1辆，构成列车脱轨险性事故。事故原因是机后第31位敞车（C64 4896821）在长江埠站装车作业中，违反了《铁路货物装载加固规则》的有关规定，导致腰绳滑落套住脱轨器，使脱轨器上道将车辆垫脱轨所致。

## 机车命名
| 机车编号  | 名称       | 配属                   | 备注                       |
| --------- | ---------- | ---------------------- | -------------------------- |
| SS6B-1011 | 青年文明号 | 西安铁路局新丰镇机务段 | 已摘牌，后转配到西安机务段 |
| SS6B-1088 | 民兵号     | 武汉铁路局武昌南机务段 | 已摘牌，后转配到襄阳机务段 |
| SS6B-1111 | 先锋号     | 武汉铁路局武昌南机务段 | 已摘牌，后转配到襄阳机务段 |

## 车辆保存
- 韶山6B型1026号机车，曾配属广州铁路集团公司株洲机务段，现存放于位于韶关机务实训基地作为教学和展示用车。
- 韶山6B型6001号机车，曾配属广州铁路集团公司株洲机务段，现存放于位于韶关机务实训基地作为教学和展示用车。
- 韶山6B型6002号机车，曾配属广州铁路集团公司株洲机务段，现存放于给位于广州市荔湾区的广州铁路博物馆（原广州南站）保存并作静态展示。

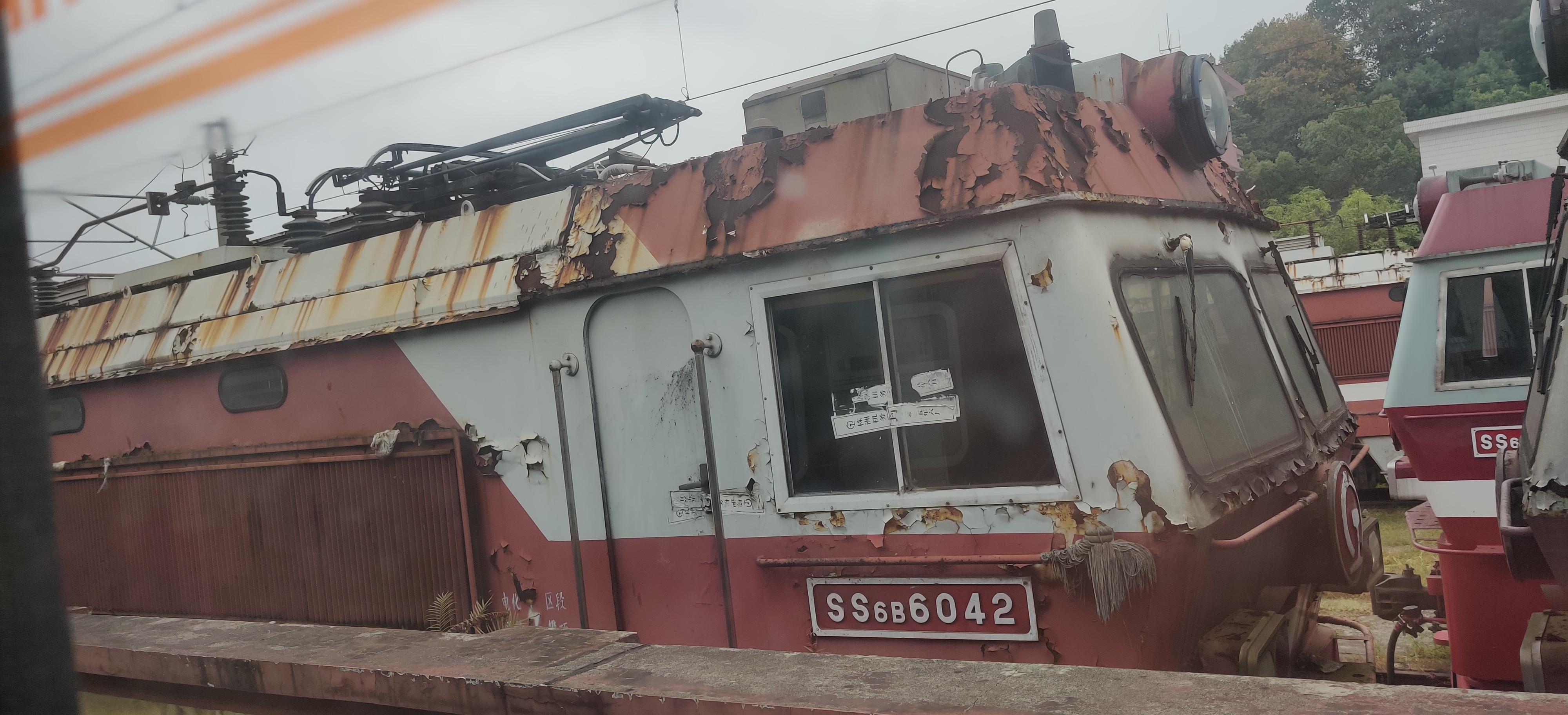
已报废的韶山6B型6042电力机车

## 参看
- 8K型电力机车
- 6K型电力机车
- 韶山6型电力机车
- 韶山4型电力机车
- 韶山4B型电力机车

## 外部連結
- 南车株洲电力机车有限公司：SS6B型货运电力机车
- 中国北车股份有限公司：韶山6B型电力机车[永久]